# Aleksandr Baranow (łyżwiarz)
Aleksandr Baranow (ros. Александр Баранов, ur. 15 maja 1960, zm. 6 grudnia 2023) – radziecki łyżwiarz szybki, brązowy medalista mistrzostw świata.

## Kariera
Największy sukces w karierze Aleksandr Baranow osiągnął w 1983 roku, kiedy zdobył brązowy medal podczas wielobojowych mistrzostw świata w Oslo. W zawodach tych wyprzedzili go jedynie Rolf Falk-Larssen z Norwegii i Szwed Tomas Gustafson. W poszczególnych biegach zajął tam drugie miejsce na 1500 m, trzecie na 500 m oraz ósme na dystansach 5000 i 10 000 m. Był to jedyny medal wywalczony przez niego na międzynarodowej imprezie tej rangi. W tym samym roku był też siódmy na mistrzostwach Europy w Hadze. Jego najlepszym wynikiem było tam czwarte miejsce w biegu na 1500 m. Nigdy nie wystąpił na igrzyskach olimpijskich.
W 1982 roku ustanowił rekord świata w biegu na 5000 m.